# Ерміна Ройсс цу Ґряйц (1840—1890)
Ерміна Ройсс цу Ґряйц (нім. Hermine Reuß zu Greiz), повне ім'я Крістіана Ерміна Амалія Луїза Генрієтта Ройсс цу Ґряйц (нім. Christiane Hermine Amalie Luise Henriette Reuß zu Greiz), також Ерміна Ройсс старшої лінії (нім. Hermine Reuß ältere Linie); 25 грудня 1840 — 4 січня 1890) — принцеса Ройсс-Ґряйца зі старшої лінії дому Ройсс, донька князя Ройсс-Ґряйца Генріха XX та принцеси Гессен-Гомбурзької Кароліни, дружина принца Гуго Шонбург-Вальденбурга.

## Біографія
Ерміна народилася на Різдво, 25 грудня 1840 року у Грайці. Стала первістком в родині князя Ройсс-Ґряйца Генріха XX та його другої дружини Кароліни Гессен-Гомбурзької, з'явившись на світ наступного року після їхнього весілля. Мала трьох молодших братів, на ім'я Генріх та сестру Марію. Мешкало сімейство у Нижньому палаці Грайцу.
Батько помер, коли Ерміні було 18 років. Князівство очолив її малолітній брат Генріх XXII. Матір виконувала при ньому функції регентки.

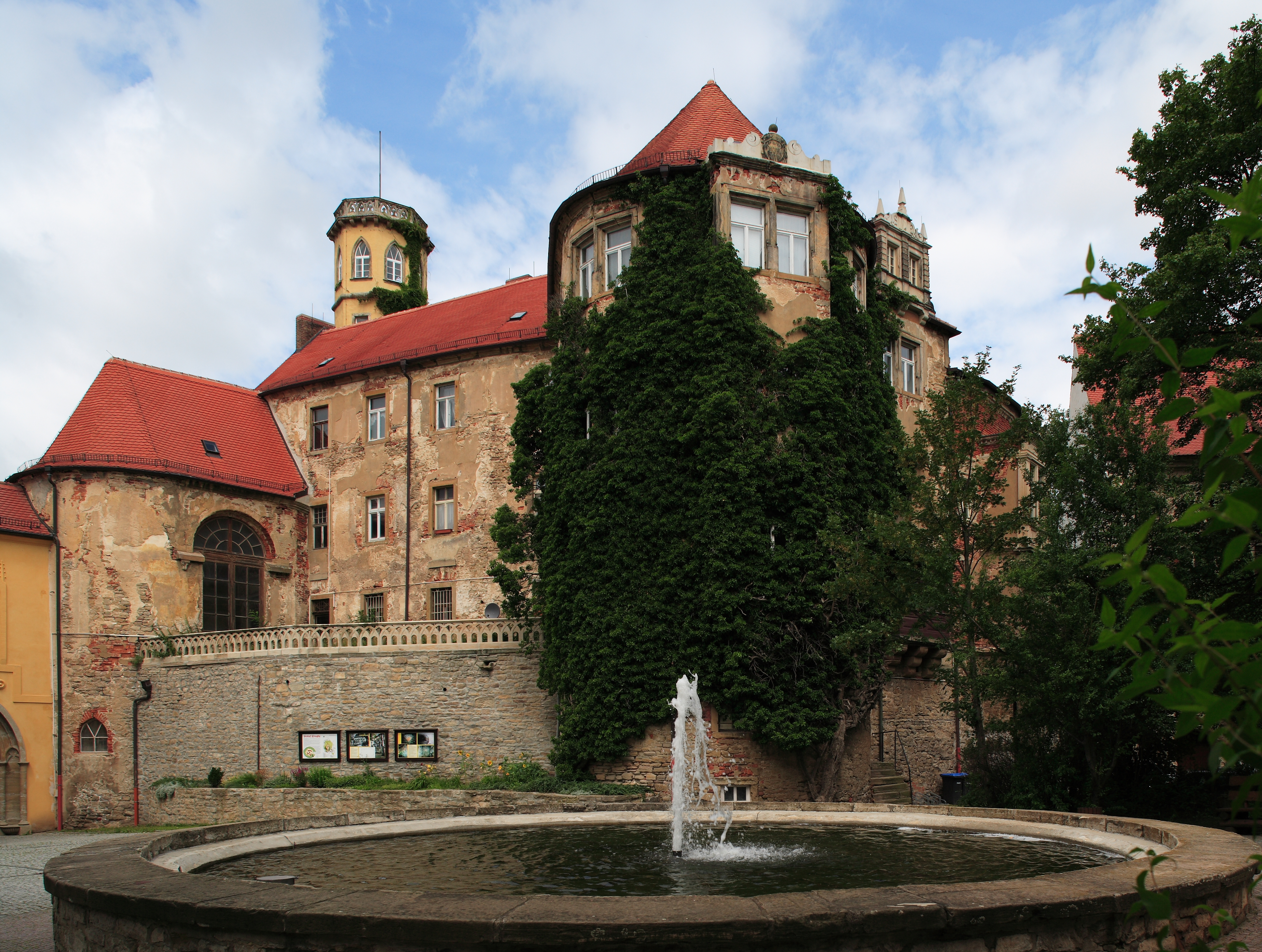
Замок Дройссіг

У віці 21 року Ерміну видали заміж за 39-річного принца Гуго Шонбург-Вальденбурга, молодшого брата третього князя Шонбург-Вальденбург. Вінчання відбулося 29 квітня 1862 у Грайці. Наречений був вояком прусської армії, мав чин майора, до 1883 року він дослужився до генерал-лейтенанта. У подружжя народилося четверо дітей.
Резиденцією подружжя був замок Дройссіг, де Гуго заснував ведмежий розплідник. Ще у 1860 році, незадовго перед весіллям, він провів в замку масштабну реконструкцію.
У жовтні 1888 у Дройссігу відбулося весілля старшої доньки Ерміни із принцом Шоенайх-Каролат.
Ерміна пішла з життя 4 січня 1890 у віці 49 років. Похована на лісовому цвинтарі Дройссігу. Чоловік пережив її на сім років. Похований поруч.

## Родина
Чоловік — Гуго Шонбург-Вальденбург
Діти:
- Генріх (1863—1945) — принц Шонбург-Вальденбург, був одруженим із Ольгою цу Льовенштайн-Вертгайм-Фроденберг, згодом узяв другий шлюб із Адельгейдою цур Ліппе-Бістерфельд, мав п'ятеро дітей;
- Маргарита (1864—1937) — дружина принца Генріха цу Шоенайх-Каролат, дітей не мала;
- Емма (1865—1866) — прожила 1 рік;
- Єлизавета (1867—1943) — одружена не була, дітей не мала.